# 구경현
구경현(具景炫, 1981년 4월 30일~)은 대한민국의 축구 선수로서 포지션은 중앙 수비수이다.

## 학력
아현중학교, 대신고등학교를 졸업하였다.

## 축구인 경력

### 선수 경력
2003년 안양 LG 치타스에 입단하였고, 2004년 안양 LG 치타스가 서울특별시로 연고를 이전한 후 구단 명칭을 변경한 FC 서울에서 계속 활약하였다. 2006년 광주 상무에 입대하였다.